# Słonny
Słonny – dwa szczyty w Górach Sanocko-Turczańskich, Słonny północno-zachodni oraz Słonny południowo-wschodni, położone w głównym grzbiecie Gór Słonnych o wysokości 668 m n.p.m. Są to najwyższe szczyt Gór Słonnych. Ich stoki opadają: na południowy zachód – ku dolinie Sanu i wsi Manasterzec, zaś na północny wschód – ku dolinie potoku Borsukowiec i wsi Rakowa. Szczyt Słonnego jest zalesiony, przez co nie przedstawia walorów widokowych.

## Szlaki turystyczne
- Czerwony Szlak Przemysko-Sanocki na odcinku: Przełęcz Roztoka – Zawadka – Rakowa – Słonny – Przełęcz Przysłup – Słonna – Orli Kamień – Sanok